# 기미노정
기미노정(일본어: 紀美野町)은 일본 와카야마현 중부에 있는 가이소군의 정이다.
2006년 1월 1일에 노카미정과 미사토정이 합병해 탄생했다.

## 역사
- 1955년 4월 - 가이소군 히가시노카미촌, 시가노촌, 오가와촌이 합병해 노카미정이 성립했다.
- 1955년 6월 - 가이소군 시모쓰와노촌, 가즈와노촌, 구니요시촌, 하세케바라촌이 합병해 미사토정이 성립했다.
- 2006년 1월 1일 - 가이소군 노카미정과 미사토정이 합병해 기미노정이 성립했다.

## 교통

### 도로
- 국도 제370호선 (일본)(일본어판)